# June Collyer
June Collyer, nome d'arte di Dorothea Heermance (New York City, 19 agosto 1906 – Los Angeles, 16 marzo 1968), è stata un'attrice statunitense.

## Biografia
Dorothea Heermance scelse il cognome della madre quando si dedicò alla recitazione. Scoperta dal regista Allan Dwan, esordì al cinema nel 1927 con East Side, West Side, e l'anno dopo fu selezionata tra le tredici WAMPAS Baby Stars. Interpretò più di trenta film con ruoli di protagonista fino a A Face in the Fog, del 1936. Negli anni Cinquanta prese parte a due serie televisive.
Fu sposata con l'attore Stuart Erwin ed ebbe due figli. Morì a Los Angeles, di polmonite, il 16 marzo 1968 all'età di 61 anni, e le sue ceneri furono inumate nella Chapel of the Pines Crematory.

## Riconoscimenti
- WAMPAS Baby Star nel 1928

## Filmografia

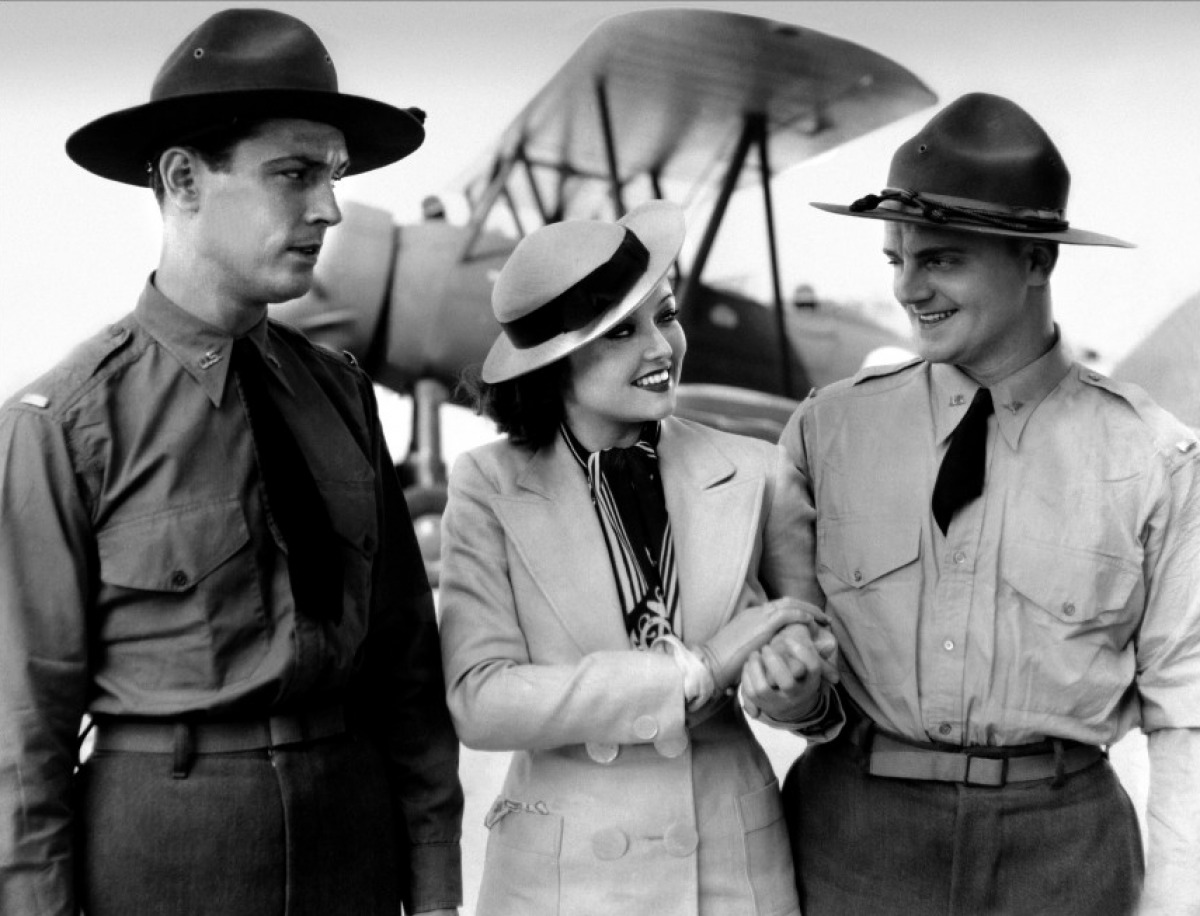
Con Edward Nugent e William Cagney in Lost in the Stratosphere

### Cinema
- Broadway Nights, regia di Joseph C. Boyle (1927)
- East Side, West Side, regia di Allan Dwan (1927)
- Woman Wise, regia di Albert Ray (1928)
- L'ultima gioia (Four Sons), regia di John Ford (1928)
- La casa del boia (Hangman's House), regia di John Ford (1928)
- Mondo senza luce (Me, Gangster), regia di Raoul Walsh (1928)
- Red Wine, regia di Raymond Cannon (1928)
- The Love Doctor, regia di Melville W. Brown (1929)
- Not Quite Decent, regia di Irving Cummings (1929)
- The River of Romance, regia di Richard Wallace (1929)
- Illusion, regia di Lothar Mendes (1929)
- The Pleasant Sin (1929)
- The Three Sisters, regia di Paul Sloane (1930)
- A Man from Wyoming, regia di Rowland V. Lee (1930)
- Sweet Kitty Bellairs, regia di Alfred E. Green (1930)
- Extravagance, regia di Phil Rosen (1930)
- Charley's Aunt, regia di Al Christie (1930)
- Kiss Me Again, regia di William A. Seiter (1931)
- Damaged Love, regia di Irvin Willat (1931)
- The Drums of Jeopardy, regia di George B. Seitz (1931)
- Dude Ranch, regia di Frank Tuttle (1931)
- Honeymoon Lane, regia di William James Craft (1931)
- La trovatella (The Brat), regia di John Ford (1931)
- Alexander Hamilton, regia di John G. Adolfi (1931)
- Revenge at Monte Carlo, regia di B. Reeves Eason (1933)
- Before Midnight, regia di Lambert Hillyer (1933)
- Cheaters, regia di Phil Rosen (1934)
- Lost in the Stratosphere, regia di Melville W. Brown (1934)
- The Ghost Walks, regia di Frank R. Strayer (1934)
- Un dramma per televisione (Murder by Television), regia di Clifford Sanforth (1935)
- A Face in the Fog, regia di Robert F. Hill (1936)
- Sunday Night at the Trocadero, regia di George Sidney - cortometraggio (1937)
- Hollywood Handicap, regia di Buster Keaton - cortometraggio (1938)
- Main Street to Broadway, regia di Tay Garnett (1953) - non accreditata

### Televisione
- Mio padre, il signor preside (The Stu Erwin Show) – serie TV, 130 episodi (1950-1955)
- Playhouse 90 – serie TV, episodio 2x28 (1958)